# فرودگاه تکاتی
فرودگاه تکاتی (به انگلیسی: Tecate Airport) یک فرودگاه همگانی است که یک باند فرود آسفالت دارد و طول باند آن ۸۰۰ متر است. این فرودگاه در کشور مکزیک قرار دارد و در ارتفاع ۶۱۶ متری از سطح دریا واقع شده است.